# Sebastià Alzamora i Martín
Œuvres principales
- La Fleur de peau (2005)
- Nit de l'ànima (2007)
- Memento mori (2012)

Sebastià Alzamora i Martín, né le 6 mars 1972 à Llucmajor (Îles Baléares, Espagne), est un écrivain, critique littéraire et directeur culturel mayorquin.

## Biographie
Sebastià Alzamora i Martín est licencié en philologie catalane de l'université des îles Baléares. Après ses études de philologie catalane à l’Université des Iles Baléares, il déménage à Barcelone en 1995 où sa carrière d’écrivain débute. Il est l’auteur de plusieurs recueils de poèmes et de contes, d’essais et de romans, dont certains sont traduits en français comme La Fleur de peau (Métailié, 2007) et Memento mori (Actes noirs, 2013). En tant que journaliste, il collabore aux journaux catalans Avui et Ara où il signe des critiques littéraires et des chroniques culturelles. Récipiendaire de plusieurs prix littéraires, il s’est vu décerner, entre autres, le prestigieux prix Sant Jordi pour Memento mori en 2011. Son œuvre est également traduite en espagnol, en anglais, en italien, en portugais, en danois, en polonais, en hébreu et en slovène.

## Ouvrages

### Poésie
- (ca) Rafel, 1994
- (ca) Apoteosi del cercle, 1997
- (ca) Mula morta, 2001
- (ca) El benestar, 2003

### Romans
- (ca) L'extinció, 1999
- (ca) Sara i Jeremies, 2002
- La Fleur de peau, Métailié, coll. « Bibliothèque hispanique », 2007 ((ca) La pell i la princesa, 2005), trad. Cathy Ytak, 182 p.  (ISBN 978-2-86424-626-8)
- (ca) Nit de l'ànima, 2007
- (ca) Miracle a Llucmajor, 2010
- Memento mori, Actes Sud, coll. « Actes noirs », 2013 ((ca) Crim de sang, 2012), trad. Serge Mestre, 290 p.  (ISBN 978-2-330-01639-5)Réédition, Actes Sud, coll. « Babel noir » no 179, 2017, 288 p. (ISBN 978-2-330-07610-8)
- (ca) Dos amics de vint anys, 2013

### Essais
- (ca) L'escriptura del Foc, 1998

### Collaborations
- (ca) Imparables, Una antologia, 2004
- (ca) Dogmàtica Imparable, 2005Écrit avec Hèctor Bofill et Manuel Forcano.

## Distinctions
- 1994 : prix Salvador Espriu pour Rafel
- 1996 : prix Bartomeu Rosselló-Pòrcel
- 1999 : prix Documenta de narration
- 2002 : prix du roman de la ville de Palma pour Sara i Jeremies
- 2003 : prix des Jeux floraux de Barcelone pour El Benestar
- 2005 : prix Josep Pla de narration pour La Fleur de peau[1]
- 2008 : prix Carles Riba de poésie pour La part visible
- 2008 : prix littéraire des jeunes Européens pour La Fleur de peau
- 2011 : prix Sant Jordi du roman pour Memento mori[1]